# Mac triste

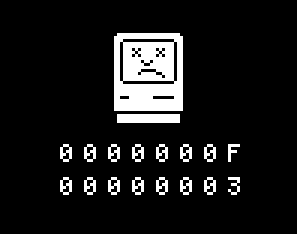
Icône du Mac triste avec son code d'erreur.

Un Mac triste (« Sad Mac » an anglais) est une icône utilisée par une génération ancienne de l'ordinateur Macintosh (matériel utilisant la Old World ROM) pour indiquer un problème qui a empêché le système d'exploitation de démarrer avec succès,.
L'icône « Mac triste » est présentée avec deux lignes de codes hexadécimaux qui indiquent le type d'erreur, à la place de celle Mac heureux lorsque la procédure se déroule normalement. En général, quand le Mac triste apparaît, l'ordinateur joue un son signalant le crash. Ce son a varié avec les modèles de Mac. Il s'agissait d'un accord de notes sur les premiers modèles, puis de Jingle dramatiques, puis le son de crash d'une voiture, pour enfin finir sur un bris de verre sur les derniers modèles à afficher l'erreur.
Le Mac triste est similaire au Blue Screen of Death du système d'exploitation Microsoft Windows, mais aussi de la panique du noyau des systèmes basés sur Unix et Linux, et du Guru Meditation du système AmigaOS.
Sur l'iPod, lorsqu'un blocage intervient, un iPod triste apparaît d'une manière très similaire au Mac triste.